# Record du monde du relais 4 × 800 mètres
Pour un article plus général, voir Records du monde d'athlétisme.
Les records du monde du relais 4 × 800 mètres sont actuellement détenus, chez les hommes, par l'équipe du Kenya (Joseph Mutua, William Yiampoy, Ismael Kombich et Wilfred Bungei) qui établit le temps de 7 min 2 s 43 le 25 août 2006 lors du Mémorial Van Damme à Bruxelles en Belgique, et chez les femmes par l'équipe d'URSS (Nadiya Olizarenko, Lyubov Gurina, Lyudmila Borisova et Irina Podyalovskaya), créditée de 7 min 50 s 17 le 5 août 1984 à Moscou.

## Record du monde masculin

### Progression
14 records du monde masculins du relais 4 × 800 mètres ont été homologués par l'IAAF.
| Temps         | Temps | Pays/club                | Athlètes                                                   | Lieu                | Date              |
| ------------- | ----- | ------------------------ | ---------------------------------------------------------- | ------------------- | ----------------- |
| 7 min 41 s 4  | y     | Boston AA                |                                                            | Philadelphie        | 6 juillet 1926    |
| 7 min 35 s 8  | y     | États-Unis               |                                                            | Londres             | 15 août 1936      |
| 7 min 34 s 5  | y     | Université de Californie |                                                            | Los Angeles         | 24 mai 1941       |
| 7 min 30 s 4  |       | Allemagne                |                                                            | Brunswick           | 23 août 1941      |
| 7 min 29 s 00 |       | Suède                    |                                                            | Stockholm           | 13 septembre 1946 |
| 7 min 28 s 0  |       | UDA Prague               |                                                            | Stará Boleslav      | 29 juillet 1953   |
| 7 min 27 s 3  | y     | Fordham University       |                                                            | Los Angeles         | 21 mai 1954       |
| 7 min 26 s 8  |       | Soviet Army Team         |                                                            | Kiev                | 25 juillet 1954   |
| 7 min 26 s 4  |       | CSKA Moscou              |                                                            | Riga                | 1er août 1955     |
| 7 min 15 s 8  |       | Belgique                 | André Bailleux Alfred Langenus Émile Leva Roger Moens      | Watermael-Boitsfort | 8 août 1956       |
| 7 min 8 s 6   |       | Allemagne de l'Ouest     |                                                            | Wiesbaden           | 13 août 1966      |
| 7 min 8 s 1   |       | Union soviétique         |                                                            | Podolsk             | 13 août 1978      |
| 7 min 3 s 89  |       | Royaume-Uni              | Peter Elliott Garry Cook Steve Cram Sebastian Coe          | Londres             | 30 août 1982      |
| 7 min 2 s 43  |       | Kenya                    | Joseph Mutua William Yiampoy Ismael Kombich Wilfred Bungei | Bruxelles           | 25 août 2006      |

## Record du monde féminin

### Progression
9 records du monde féminins du relais 4 × 800 mètres ont été homologués par l'IAAF.
| Temps         | Pays                 | Athlètes                                                              | Lieu            | Date             |
| ------------- | -------------------- | --------------------------------------------------------------------- | --------------- | ---------------- |
| 8 min 33 s 0  | Allemagne de l'Est   |                                                                       | Cottbus         | 4 octobre 1969   |
| 8 min 27 s 0  | Royaume-Uni          |                                                                       | Édimbourg       | 13 juin 1970     |
| 8 min 25 s 0  | Royaume-Uni          |                                                                       | Londres         | 5 septembre 1970 |
| 8 min 16 s 8  | Allemagne de l'Ouest |                                                                       | Lübeck          | 31 juillet 1971  |
| 8 min 8 s 6   | Bulgarie             |                                                                       | Sofia           | 12 août 1973     |
| 8 min 5 s 2   | Bulgarie             |                                                                       | Sofia           | 30 août 1975     |
| 7 min 54 s 2  | Allemagne de l'Est   |                                                                       | Karl-Marx-Stadt | 6 août 1976      |
| 7 min 52 s 4  | Union soviétique     |                                                                       | Podolsk         | 16 août 1976     |
| 7 min 50 s 17 | Union soviétique     | Nadiya Olizarenko Lyubov Gurina Lyudmila Borisova Irina Podyalovskaya | Moscou          | 5 août 1984      |

## Records du monde en salle
Les records du monde en salle du relais 4 × 800 m appartiennent chez les hommes à l'équipe américaine des US All Stars (Richard Jones, David Torrence, Duane Solomon et Erik Sowinski) avec le temps de 7 min 13 s 11 établi le 8 février 2014 à Boston, et chez les femmes à la Russie (Aleksandra Bulanova, Ekaterina Sharmina, Elena Kotulskaya et Anna Balakshina) avec le temps de 8 min 6 s 24 établi le 18 février 2011 à Moscou).